# أدريانا بيتانكور
أدريانا بيتانكور (بالإسبانية: Adriana Betancur) هي عارضة ومقدمة تلفزيونية كولومبية، ولدت في 1 مايو 1980 في ميديلين في كولومبيا.